# 11670 Fountain
11670 Fountain este un asteroid din centura principală, descoperit pe 6 ianuarie 1998, de Marc Buie.